# 独孤天下
《独孤天下》（英語：The Legend Of Dugu）2018年中国大陆古装历史剧，故事背景为南北朝至隋朝时期。由北京希世纪影视文化发展有限公司、北京星亿东方文化科技服务有限公司、乐视视频、乐道互娱出品，由导演何澍培执导，编剧张巍执笔，胡冰卿、张丹峰、李依晓、徐正溪、应昊茗、黄文豪及邹廷威领衔主演；安以轩、张茜、吕一、高雄、马敬涵特别演出。該劇以中國古代北周年间朝野動亂的局勢為背景，講述了重臣獨孤信的三個女兒般若、伽羅和曼陀因“獨孤天下”的占卜預言，一步步從名門閨秀歷練蛻變成王者女人的故事。该剧于2016年8月26日开机，12月杀青。於2018年2月21日在腾讯视频首播，2018年3月17日于马来西亚Astro全佳HD及香港myTVSuper播出。台灣由LiTV 線上影視、CHOCO TV播出。湖南卫视于2020年8月18日在白天档偶像独播剧场上星首播。《独孤天下》番外篇电影《刺杀宇文护》於2020年5月31日在腾讯视频首播，于歆童领衔主演，徐正溪、应昊茗、张子璇特别演出。

## 播放時間及平台

### 首播
| 頻道          | 所在地   | 首播日期       | 播出時間                                                          | 备注         |
| ------------- | -------- | -------------- | ----------------------------------------------------------------- | ------------ |
| 腾讯视频      | 中国大陆 | 2018年2月21日  |                                                                   | 独播         |
| Astro 全佳HD  | 马来西亚 | 2018年4月10日  | 每晚19:00播出                                                     |              |
| LiTV 線上影視 | 臺灣     | 2018年3月1日   |                                                                   |              |
| CHOCO TV      | 臺灣     | 2018年5月9日   |                                                                   |              |
| myTV SUPER    | 香港     |                |                                                                   |              |
| 緯來戲劇台    | 臺灣     | 2018年9月26日  | 每週一至週五20:00 - 22:00                                         |              |
| 翡翠台        | 香港     | 2019年1月28日  | 每週一至週五19:00 - 19:30                                         |              |
| 翡翠台        | 香港     | 2021年10月21日 | 星期一至五上午10:30-11:30(每次播放兩集，當日公眾假期暫停播映一次) |              |
| 八大第一台    | 臺灣     | 2019年8月6日   | 每週一至週五20:00 - 22:00                                         |              |
| 腾讯视频      | 中国大陆 | 2020年5月31日  |                                                                   | 番外篇独播   |
| 湖南卫视      | 中国大陆 | 2020年8月18日  | 每天白天档                                                        | 偶像独播剧场 |

## 劇情簡介
南、北朝亂世。北魏永熙三年，權臣犯上，北魏孝武帝率兵討伐，武帝兵敗，倉皇逃離當場，夜中遭敵兵追殺。危急中，大將軍獨孤如願（後奉詔，更名為信）解於危難。大軍於山祠休憩，孝武帝無意中的問籤卜卦得來一句，「帝未明。然，獨孤天下」而演發出後續一系列劇情......
北魏孝武帝遷都長安，投靠關中大將軍宇文泰。後關中宇文家族把持朝政，再行篡位。公元557年，改國號為「北周」。
北周柱國－楊堅（武帝在位時期）無意中問籤卜卦中，又得來一句，「帝星已明。然，獨孤天下」，又陸續演發出後續一系列劇情......
- 備註:

1. 上兩句謁語亦可解讀為（帝未明、帝星已明），然，獨（唯一）、孤（立於）天下（斷句不同、意不同）。就如劇中一段，楊麗華質問其帝父楊堅，說：何時帝父的自稱從「我（吾）」逐漸轉變為「寡人（孤）」的意思（這天下，只有我一人獨享）。
2. 劇中亦隱約提出一個代表精神，右列說明：「得道者多助，失道者寡助。寡助之至，親戚畔之；多助之至，天下順之。」詞意出處：《孟子．公孫丑下》篇[4]

- 舉例：得道者多助——1.獨孤伽羅的濟慈軍（相互協助），間接的讓獨孤伽羅與楊堅逃過幾次危難。2.獨孤伽羅搶救下來的神助攻（獨孤般若與宇文護之女－楊麗華）。3.神助攻－冬曲（小算盤精）。

失道者寡助——宇文護（軟肋、剋星）：1.獨孤般若。2.楊麗華（間接的讓獨孤伽羅與楊堅逃過幾次危難，卻讓自己陷於失魂落魄之境，而被武帝宇文邕藉機刺殺）。豬隊友－哥舒（將主子拉往暗黑世界）。

## 演員列表

### 領銜主演
| 演員   | 角色     | 简介 | 国语配音 | 粤语配音 |
| 胡冰卿 | 独孤伽罗 | 隋文獻皇后→駕崩 獨孤三女公子→準李世子夫人（已行文定之禮，隴西郡公世子）→被退婚定→郡主→杨世子夫人（楊縣公夫人）→骠骑大将军夫人→刺史夫人→随国公夫人→大司马夫人→丞相夫人→随王妃（北周时期）→皇后（隋朝時期）→駕崩 独孤信嫡女兼幼女、清河崔氏（士族、嫁妝豐厚）之女 隋文帝杨坚的妻子。 楊勇、楊廣之母 独孤般若、独孤曼陀幼妹。 貼身ㄚ環夏歌之主子（後因二小姐乳娘馬氏威脅轉而背叛伽羅），因二姐乳娘馬氏之計敗，陰錯陽差下讓其二姐反成了二姐親家爺（隴西郡公）的夫人（亦間接解除伽罗與隴西公府的訂親姻緣）。 冬曲之主子，楊堅屠殺宇文皇族後，為保命而與鄭榮離開皇宮 獨孤般若特別護着她，獨孤曼陀知其么妹伽羅性子天真，多次陷害她 自幼与宇文邕是青梅竹马，原本是李澄未婚妻。 北周明帝在位时，册封为郡主，拥有属于自己的济慈军（原為濟慈院鄉勇，為長姐掌理，當成為王妃後，轉交么妹掌理）。 参见独孤家族 参见北周 参见隋朝                                                                                        | 乔诗语   | 何寶珊   |
| 张丹峰 | 杨坚     | 隋文帝→駕崩 杨世子→骠骑大将军→随州刺史→随国公→大司马／上柱国→大丞相→随王（北周时期）→ 隋文帝（隋王朝开国皇帝）→駕崩 原本与独孤曼陀有婚约，后娶其妹独孤伽罗为妻。 武帝宇文邕临终前被其受命为辅政大臣，辅佐宣帝宇文赟。 宣帝传皇位给静帝之时被受命为大丞相，身兼监国之职。隋朝 仁壽4年，駕崩。 参见北周 参见隋朝 | 张杰     | 李鎮然   |
| 安以轩 | 独孤般若 | 北周明敬皇后→產後血崩亡 獨孤長女公子→寧都王妃→皇后 独孤信嫡長女、太原郭氏长女 北周皇明帝宇文毓妻子。 独孤曼陀、独孤伽罗长姐。 剧中与宇文护曾有感情线，因妹妹伽罗被綁事故決裂。育有一女丽华。 春詩之主子；般若成為王妃後，其亦得內廷女官官身；般若為皇后時，其為掌事女官。 很疼愛伽羅，不滿曼陀囂張跋扈的臉皮且多次提點她。 参见独孤家族 参见北周 | 邱秋     | 曾佩儀   |
| 徐正溪 | 宇文护   | 北周太师→晋王→被滅殺 北周开国奠基者。 太师（魯國公→晋国公）→晋王。 西魏大将军宇文泰侄子。 北周三代皇帝宇文觉、宇文毓、宇文邕堂兄。 与独孤般若曾有感情线，但因其妹独孤伽罗被綁事故而決裂。育有一女丽华。 文帝宇文泰临终前被其受命为辅政大臣兼太师，辅佐其子孝闵帝宇文觉。 武帝即位初年被受命为晋王，身兼太师之职。 参见北周 | 趙毅     | 黃啟昌   |
| 李依晓 | 独孤曼陀 | 唐朝元贞皇后→病故 獨孤二女公子→準楊世子夫人（已行文定之禮，陳留郡公世子）→隴西郡公夫人→成陽郡主→唐国公夫人→唐國公太夫人（北周时期）→病故 独孤信庶女（母朱氏家貧，入府前為歌妓出身，嫁妝稀缺） 唐国公李昞妻子 唐高祖李淵、同安之母 独孤般若之妹，独孤伽罗二姐。 秋詞、乳娘馬氏、秋尋之主子，被其出賣 心性狹小、心機深但口風淺，愛計較但眼光短淺（常受豬隊友乳娘馬氏讒言作惡），因計敗，曼陀為自保，將乳母推出擔責。原為杨坚未婚妻，誤會楊堅無大志而嫌棄他，後釋懷。因嫁妝攀比，記恨么妹，疏遠楊堅，因利近輔城王宇文邕。因計敗，陰錯陽差下反成了親家爺（隴西郡公）的夫人（間接解除三妹與隴西公府的訂親姻緣）。后成为唐国公之妻。之前見伽羅天真之所以陷害她，受到獨孤般若多次提醒。 因作恶多端被大司馬杨坚關押至龙兴寺带发修行，懺悔自身惡行。（法号：善缘）。隋朝，新皇登基，皇后（幼妹伽罗）心慈，將其二姐曼陀釋放回家度日（但其依舊死性不改，繼續為惡）。後病故。 参见独孤家族 参见北周 参见隋朝 参见唐朝 | 张喆     | 張頌欣   |

### 独孤家族
| 演員   | 角色                                                               | 简介 | 国语配音 | 粤语配音 |
| 黄文豪 | 獨孤如願／ 独孤信                                                  | 独孤家族首领→因故自裁→明帝追封衛國公加謚武忠 八位柱国大将军之一。原名獨孤如願，因忠義無雙、信著遐邇，促讓北魏孝武帝賜新名「信」。 独孤般若、独孤曼陀、独孤伽罗、独孤顺之父。 参见北周 | 吴凌云   | 陳永信   |
| 安以轩 | 独孤般若（长女）                                                   | 独孤信长女→產後血崩亡 独孤信与郭氏之女。 详见主要角色 参见北周 | 邱秋     | 曾佩儀   |
| 李依晓 | 独孤曼陀（四女）                                                   | 独孤信次女（四）→病故 独孤信與朱氏之女。 详见主要角色 参见北周 参见隋朝 参见唐朝 | 张喆     | 張頌欣   |
| 胡冰卿 | 独孤伽罗（么女）                                                   | 独孤信之么女（七）→駕崩 独孤信与崔氏之女。 详见主要角色 参见北周 参见隋朝 | 乔诗语   | 何寶珊   |
|        | 独孤罗（長子）                                                     | 独孤信的長子（鬼生子－長子）→母被追殺→自戗（鬼生子）→自幼流落齊國 |          |          |
|        | 独孤善（次子） 独孤穆（三子） 独孤藏（四子） 独孤陀（六子） 独孤整 | 独孤信二夫人另外的五位兒子 獨孤信忌功高震主，故常年被其置放於邊城做小官，避免其受京城持續性的更朝換代而牽連。他們也只是偶爾回京探親。                                                 |          |          |
| 田渤   | 独孤顺（五子）                                                     | 独孤信的第五子 独孤信与郭氏之子，排行第五。 北周时期被封为武城县侯。 |          |          |
|        | 如罗氏                                                             | 独孤信首位夫人→被追殺→自戗 独孤信長子独孤罗（鬼生子）之母。 |          |          |
|        | 郭氏                                                               | 独孤信第二位夫人 家世為名門望族。 独孤善、独孤穆、独孤藏、独孤顺、独孤陀、独孤整、独孤般若之母。                                                                                      |          |          |
|        | 崔氏                                                               | 独孤信第三位夫人（追封紀國夫人－隋朝） 家世為巨賈。 独孤伽罗之母。 |          |          |
|        | 朱氏                                                               | 独孤信之妾氏 家世貧賤、歌妓出身。 独孤曼陀之母。 |          |          |

### 北周（宇文家族）
帝位排序：（北魏）魏恭帝（被禪位）→（北周）宇文覺（孝閔帝－被禪位）→宇文毓（明帝－禪位）→宇文邕（武帝－駕崩）→宇文赟（宣帝－禪位－後駕崩）→宇文阐（静帝－禪位，更朝換代）→楊堅（隋朝）。
| 演員                | 角色                                                                       | 简介 | 国语配音 | 粤语配音 |
| 苏茂                | 宇文泰                                                                     | 北周文皇帝 本为西魏关中大将军，生前對宇文護多番羞辱。其子宇文毓即位为帝后，追封其为文皇帝。 |          |          |
| 徐正溪              | 宇文护                                                                     | 北周太师（魯國公→晉國公）→晋王→在朝失魂→被滅殺（北周武帝時期） （右眼珠激動時，會變成藍色，與其生女楊麗華相同，為爾後與生女認親之憑據）。 北周开国奠基者 北周太师，其堂弟宇文邕即位后成为晋王。执掌朝政十五年的权臣。 宇文泰之侄，被其多番羞辱，幸得獨孤般若維護，因此對其產生感情。 宇文觉、宇文毓、宇文邕堂兄。 其世子宇文訓（明帝受封其崇業郡公）。 其女（新興郡主→新興公主）欲擇蘇綽（大行台）之子蘇威（→駙馬／車騎大將軍）為婿。 废黜和杀害魏恭帝、宇文觉、宇文毓三位皇帝。 文帝宇文泰临终前被其受命为辅政大臣兼太师，辅佐其子孝闵帝宇文觉。 武帝即位初年被受命为晋王，身兼太师之职。 详见主要角色 註：在番外篇《刺杀宇文护》中结局设定为被李娥姿杀害。 为番外篇电影《刺杀宇文护》重要角色 | 趙毅     | 黃啟昌   |
| 李瑞超              | 宇文觉                                                                     | 北周孝閔帝→被禪位→被自戗（北周孝閔帝時期） 北周开国君主，后被宇文护逼迫退位，并惨遭其杀害。 宇文泰之子、排行第三，与宇文毓、宇文邕是同父异母兄弟，宇文护堂弟。 被逼退位，改號（略陽公－僕役降為四人，貶至成陵為先帝守孝），後自殺（实际上被宇文护逼迫杀害）。 | 王勇刚   | 鄧志堅   |
| 杨采盈              | 元皇后                                                                     | 北周孝閔皇后 其夫为北周孝閔帝宇文觉。 |          |          |
| 施宁                | 赵贵                                                                       | 北周朝臣→叛變→被滅殺（孝閔帝在位時期） 八大郡公柱國之一，本職武將為人粗曠（勇猛雖有餘，但政治智謀低），好大喜功。被寧都王與王妃、孝閔帝宇文觉竄梭起兵反宇文護（勤王失利），被歸為造反而殺。 |          |          |
| 邹廷威              | 宇文毓                                                                     | 北周明帝→被禪位→被滅殺（北周明帝時期） 宁都王（兼地宮大司徒）→北周第二位皇帝，是宇文护拥立的傀儡皇帝，后惨遭宇文护杀害。 宇文泰长子，与宇文邕、宇文觉是同父异母兄弟，宇文护堂弟。 独孤般若之夫。 | 边江     | 李安邦   |
| 安以轩              | 独孤般若                                                                   | 北周明敬皇后→產後血崩亡（北周明帝時期） 宁都王妃，后因其夫宇文毓即位为帝后被册封为皇后。 详见主要角色 参见独孤家族 | 邱秋     | 曾佩儀   |
| 应昊茗              | 宇文邕                                                                     | 北周武帝→駕崩（北周武帝時期） 辅城王→被貶→天和（出家為僧）→新皇登基特赦→輔城王→鲁国公→蒱州刺史（被駁回）→北周第三位皇帝→駕崩 其兄宇文毓死后即位为帝。 宇文泰之子、排行第四，与宇文毓、宇文觉是同父异母兄弟，宇文护堂弟。 自幼与独孤伽罗是青梅竹马。 伽羅被趙貴私藏府兵意圖謀反而入獄，為其頂罪後發配龍興寺出家為僧。後宇文毓上位為帝，特赦回京赴舊職。即位二十年後(估約36歲)因病駕崩（加封廟號為高祖）。 为番外篇电影《刺杀宇文护》重要角色 | 陈张太康 | 李致林   |
| 黄梓熙              | 阿史那云                                                                   | 北周武成皇后→被滅殺（北周武帝時期） 突厥公主→皇后→皇太后（宣帝加封）→太皇太后（靜帝加封） 宇文邕正妻，以嫡母身份抚养宇文贇。 註：在番外篇《刺杀宇文护》中，其身份被杀手阿鲸冒领代替。 |          | 陳皓宜   |
| 张子璇              | 李娥姿                                                                     | 北周天元聖皇太后（北周宣帝時期－追封） 辅城王侧妃→才人（被武帝削位）→帝太后（宣帝加封）→太帝太后（靜帝加封） 宇文邕之妾，北周宣帝宇文赟生母。 本为辅城王侧妃，后因宇文邕即位为皇帝，册封为才人（後因故被削位）。 其子宇文贇即位为皇帝后，追封其为天元聖皇太后。 註：在番外篇《刺杀宇文护》中成功暗杀宇文护。 为番外篇电影《刺杀宇文护》重要角色 |          | 吳羨婷   |
| 刘昊宇              | 宇文赟                                                                     | 北周宣帝→駕崩（北周宣帝時期） 鲁国公→皇太子（兼管地宮）→北周第四位皇帝→太上皇 宇文邕与李娥姿之子，有一位元配皇后与四位平妻皇后。 宣政元年，武帝駕崩後即位，年號大成。在位八個月之余，匆匆传位于皇太子宇文阐，改居正陽宮，改幕後操控朝政。大象二年，因無肇因之症而駕崩。 |          | 黃積權   |
| 郜思雯 童年：祁心蕊 | 杨丽华                                                                     | 北周天元皇后（北周宣帝時期） 早產，出生於長安龍興寺（右眼珠激動時，會變成藍色，與其生父宇文護相同，為爾後與生父認親之憑據）。 皇太子妃→皇后→（改立為天元皇后）→太上皇后→皇太后 皇太子妃，后因其夫宇文赟即位为帝后被册封为皇后。 宇文赟元配妻子，宇文阐嫡母。 详见隋朝 |          | 黃昕瑜   |
| 朱笛儿              | 朱满月                                                                     | 北周天皇后（北周宣帝時期） 朱嫔（因禮法而封）→德妃（宣帝加封）→天皇后（宣帝加封，劇情所示） 宇文赟五位平妻之一，静帝宇文阐生母。 |          | 曾秀清   |
|                     | 陳月儀                                                                     | 北周天左皇后（北周宣帝時期） 宇文赟五位平妻之一。 註：历史上，陳月儀应封为天中大皇后。 |          | 鄭麗麗   |
| 王怡雯              | 尉迟炽繁                                                                   | 北周天中皇后（北周宣帝時期） 西阳郡公夫人（宣帝強搶臣妻）→贵妃（特封）→天中皇后（劇情所示） 宇文赟五位平妻之一，原为西阳郡公宇文溫夫人。 註：历史上，尉迟炽繁应封为天左大皇后。 |          |          |
|                     | 元樂尚                                                                     | 北周天右皇后（北周宣帝時期） 宇文赟五位平妻之一。 |          | 陳琴雲   |
| 林靖喆              | 宇文阐                                                                     | 北周静帝→禪位→被刺殺（北周隨王時期） 鲁王→皇太子→北周第五位皇帝→介国公 宇文赟长子、杨丽华继子。生母是北周天大皇后朱滿月。 宣帝禪位後即位，年號大象。幼帝最终禅位于杨坚，降为介国公。 最终被独孤曼陀联手阿史那太妃设计杀害，身中七刀身亡。 |          |          |
| 黄文豪              | 独孤信                                                                     | 北周贤臣→被自戗（北周明帝時期） 郡公柱國→宰相（自孝閔帝至武帝）→卫国公 详见独孤家族 | 吴凌云   | 陳永信   |
|                     | 独孤善（次子） 独孤穆（三子） 独孤藏（四子） 独孤顺（五子） 独孤陀（六子） | 独孤信的五位兒子（北周明帝時期） 独孤善：縣公（河州刺史）。 独孤穆：縣公（滄州刺史）。 独孤藏：縣公（幽州刺史）。 独孤顺：縣公（豐州刺史）。 独孤陀：縣公（孟州刺史）。 |          |          |
| 卢星宇              | 李昞                                                                       | 北周朝臣→被凍斃（北周武帝時期） 陇西郡公 参见唐朝 | 凌振赫   | 潘文柏   |
| 強宇                | 李澄                                                                       | 北周朝臣→被射殺（北周武帝時期） 李昞长子，李渊长兄。 曾為李家世子，遭新主母獨孤曼陀使奸計陷害，遭皇后獨孤般若指使皇帝（明帝）下旨將其削位為庶人（發配南寧州）、其父（陇西郡公）罰俸一年，封主母獨孤曼陀則加封為成陽郡主。後又遭新主母獨孤曼陀使奸計陷害，誤導其為齊人暗中射殺。 獨孤曼陀繼子。 | 卢毅超   | 胡家豪   |
| 李依晓              | 独孤曼陀                                                                   | 唐朝元贞皇后（唐朝追封）→病故（隋朝） 獨孤二女公子→準楊世子夫人（已行文定之禮，陳留郡公世子）→隴西郡公夫人→成陽郡主→唐国公夫人→唐國公太夫人（北周时期） 参见主要角色 参见独孤家族 参见隋朝 参见唐朝 | 张喆     | 張頌欣   |
| 卢庆辉              | 杨忠                                                                       | 北周朝臣→壽終（北周武帝時期） 郡公柱國→随国公→回朝→御正（被駁回）（北周明帝時期）→壽終（追贈太保）（北周武帝時期） 详见隋朝 | 刘琮     | 蘇強文   |
| 张丹峰              | 杨坚                                                                       | 北周朝臣→宮變（隋朝）→駕崩 縣公→骠骑大将军（前線元帥）→大興郡公（代掌西山大營） 随州刺史（奉遺召－明帝在位时期）→襲随国公→柱国（武帝在位时期） 先帝遺命上柱国／大司马，身兼辅政大臣（宣帝在位时期） 大丞相（宣帝禪位）→隨王（静帝禪位），身兼监国之职（静帝在位时期）→隋文帝（隋朝）。 参见主要角色 参见隋朝 | 张杰     | 李鎮然   |
| 胡冰卿              | 独孤伽罗                                                                   | 北周朝臣夫人→隋文獻皇后→駕崩（隋朝） 详见主要角色 参见独孤家族 | 乔诗语   | 何寶珊   |
| 马菲                | 冬曲                                                                       | 独孤伽罗貼身侍女 '→歸隱（隋朝） 源州富户家小姐→败落→瓷窑工→独孤伽罗貼身侍女 （身兼杨府内管家之职，后为郑荣之妻）→ 详见其他角色 参见隋朝 | 赵梦娇   | 成瑤孆   |
| 馬昂                | 郑荣                                                                       | 杨坚随扈（北周时期）→左伯公（隋朝）→歸隱（隋朝） 原为杨坚随扈，後為冬曲之夫。 详见其他角色 | 北辰     | 鄧港文   |
| 于子宽              | 尉迟迥                                                                     | 北周朝臣→叛變→被滅殺（北周宣帝時期） 老柱国→大前疑（與皇帝私相授受，以提攜孫女為皇后之前提合作滅殺朝廷功臣而升官），身兼辅政之职。 |          |          |

### 隋朝（楊氏家族）
帝位排序：宇文阐（北周静帝－禪位）→楊堅（隋 文帝－宮變）→楊廣（煬帝－弒君）→楊侑（恭帝－被禪位）→李渊（唐朝）。
| 演員                | 角色     | 简介 | 国语配音 | 粤语配音            |
| 卢庆辉              | 杨忠     | 隋武元帝→壽終 郡公柱國→随国公→回朝→御正（被駁回）（北周明帝時期）（追贈太保）（北周武帝時期） 呂苦桃之夫，隋文帝杨坚之父。 其子杨坚即位为皇帝后，追封其为隋武元帝。 参见北周                                                                             | 刘琮     | 蘇強文              |
| 上官曈              | 呂苦桃   | 隋元明皇后 杨忠之妻，隋文帝杨坚之母。 其子杨坚即位为皇帝後，追封其为元明皇后。 |          |                     |
|                     | 崔氏     | 独孤信第三位夫人／独孤伽罗之母（追封紀國夫人） 独孤伽罗之母。 祖上家世為士族清河崔氏之後裔（鄭州崔氏）。 郢州刺史崔蔚的曾孫女，永昌太守崔稚的孫女，崔彥珍的女兒。 参见独孤家族                                                                           |          |                     |
| 张丹峰              | 杨坚     | 隋文帝→駕崩 隋朝开国皇帝。隋朝 仁壽4年，駕崩。 参见主要角色 参见北周 | 张杰     | 李鎮然              |
| 胡冰卿              | 独孤伽罗 | 隋文獻皇后→駕崩。 详见主要角色 参见独孤家族 参见北周 | 乔诗语   | 何寶珊              |
| 郜思雯 童年：祁心蕊 | 杨丽华   | 乐平公主 皇太子妃→皇后→太上皇后→皇太后（北周时期） 表面上为杨坚和独孤伽罗之女，实际上生父母为宇文护和独孤般若，眼睛遗传了宇文护的蓝眼异瞳。 从小深受武帝宇文邕喜爱，并且被其认定为唯一太子妃人选。 註：历史上，杨丽华确实是杨坚和独孤伽罗之女。 参见北周 |          | 黃昕瑜              |
| 杨作灿 童年：卢瑾灏 | 杨勇     | 皇太子 博平侯→左司卫／大将军（北周宣帝时期） 杨坚和独孤伽罗长子，杨丽华之弟，杨广之兄。 杨家世子，其父杨坚即位为皇帝后，被立为皇太子。 |          | 鍾見麟 童年：鄭麗麗 |
|                     | 杨广     | 雁门伯→隋煬帝 杨坚和独孤伽罗次子，杨丽华和杨勇之弟。 |          | 張裕東              |
| 马菲                | 冬曲     | 皇后之掌事女官（自北周郡主起至隋朝皇后時期）→隱世 深知宇文氏一族被灭真相，不忍欺骗与其情同姐妹的文献皇后独孤伽罗，便请求隋文帝杨坚对外宣称自己已被刺客重伤不治，与丈夫郑荣一同归隐。 参见北周 详见其他角色                                               | 赵梦娇   | 成瑤孆              |
| 馬昂                | 郑荣     | 左伯公（專職皇宮宿防）→隱世 隋朝朝臣，负责宫中宿防。 後為冬曲之夫 参见北周 详见其他角色 | 北辰     | 鄧港文              |
| 李依晓              | 尉迟繁叶 | 才人→被赐死 复姓尉迟，尉迟惇之女。外貌神似独孤曼陀之像（後被独孤曼陀設計與利用），居於东都洛阳宫。 以迷香设计隋文帝杨坚，被其宠幸后，被进封才人。 最终被文献皇后独孤伽罗以白绫赐死。                                                                     |          | 張頌欣              |
| 李依晓              | 独孤曼陀 | 唐朝元贞皇后→病故 →唐國公太夫人（北周至隋朝时期）→病故（隋朝时期） 朝代更替（隋朝）新皇登基（楊堅），皇后（幼妹伽罗）心慈，將其二姐曼陀釋放回家度日（但其依舊死性不改，繼續為惡）。後病故。 参见主要角色 参见独孤家族 参见北周 参见唐朝                  | 张喆     | 張頌欣              |
| 陈柯帆 童年：荣梓杉 | 李渊     | 唐国公 隋朝朝臣、身兼千牛备身之职，负责管理宫中禁军。 详见唐朝 |          | 林筠翔              |

### 唐朝（李氏家族）
帝位排序：隋朝 楊侑（恭帝－被禪位）→李渊（唐朝）。
| 演員                | 角色     | 简介 | 国语配音 | 粤语配音 |
| 卢星宇              | 李昞     | 唐世祖 独孤曼陀之夫。 其子李渊即位为皇帝后，追封其为唐世祖。 参见北周                                                                                             | 凌振赫   | 潘文柏   |
| 李依晓              | 独孤曼陀 | 唐朝元贞皇后 李昞之妻，李渊生母。 其子李渊即位为皇帝后，追封其为元贞皇后。 详见主要角色 参见独孤家族                                                              | 张喆     | 張頌欣   |
| 強宇                | 李澄     | 唐朝梁王（追封）→被射殺（北周朝臣） 李昞长子，李渊长兄。 李家世子，其弟李渊即位为皇帝后，追封其为梁王。 獨孤曼陀繼子。                                            | 卢毅超   | 胡家豪   |
| 陈柯帆 童年：荣梓杉 | 李渊     | 唐高祖 唐国公→左司卫（北周宣帝时期）→唐国公／千牛备身（隋朝时期）→唐朝开国皇帝。 李昞和独孤曼陀之子。 其母在龙兴寺带发修行时，被杨坚和独孤伽罗代为抚养。 参见隋朝 |          | 林筠翔   |
|                     | 同安     | 唐朝同安公主 李昞和独孤曼陀之女，李渊同胞妹妹。 其兄李渊即位为皇帝后，封其为同安公主。                                                                            |          |          |

### 其他角色
| 演員   | 角色     | 简介 | 国语配音 | 粤语配音 |
| 赵毅新 | 哥舒     | 宇文护亲信（车骑大将军）→ 預接任趙貴位置（新任八位柱國大將軍之一）→被駁回 宇文护的豬隊友， 对主子忠心耿耿，并多次出谋划策为其解忧。 最终因叛国罪伏诛。 註：在番外篇《刺杀宇文护》中结局设定为被杀手阿鲸刺杀。 在番外篇电影《刺杀宇文护》中登场 |          | 陳耀楠   |
| 于歆童 | 阿鲸     | 黑旗军暗卫→杀手 原为宇文护黑旗军暗卫，后因为金盆洗手，全家惨遭宇文护杀害。并因此成为一位复仇者，后化名潜入皇宫，假冒皇后阿史那云身份实施潜伏，并成功帮助武帝宇文邕联手皇妃李娥姿刺杀宇文护。 注：在番外篇《刺杀宇文护》中成功策划与实施杀害宇文护、哥舒。 为番外篇电影《刺杀宇文护》女主角 |          |          |
| 顾乙亮 | 何泉     | 宇文邕随扈 |          | 劉奕希   |
| 馬昂   | 郑荣     | 杨坚随扈（北周时期）→左伯公（隋朝时期－專職皇宮宿防）→隱世 原为杨坚随扈，後為冬曲之夫。 杨坚即位为帝后被封为左伯公，负责宫中宿防。 因静帝之死替杨坚灭了宇文氏一族，后对外宣称被刺客重伤不治，与妻子冬曲一同归隐。 参见北周 参见隋朝 | 北辰     | 鄧港文   |
| 袁晓旭 | 春诗     | 独孤般若貼身侍女→內廷女官→掌事女官（自王妃至皇后時期） 一直跟随着独孤般若为其分忧解劳。 | 刘浏     | 廖杏茵   |
| 李昊阳 | 春叶     | 宁都王府侍女 性慎微，被王妃独孤般若派去服侍独孤伽罗（暫接獨孤府三小姐前侍女夏歌的缺，後再與新進員工冬曲無縫接軌、職場教育訓練及業務交接）。服恃主子合格，但主子被外力欺負了，卻無能為力。 |          |          |
| 梦楠   | 夏歌     | 独孤伽罗貼身侍女→叛主遭發賣 因遭马氏（二小姐独孤曼陀奶娘馬氏）威胁，被迫陷害主子独孤伽罗后，被贬出府卖去煤场（前劇市間謠傳說曾被割舌，但後劇卻能口齒清晰地表達）。後大司馬楊堅重新調查（國公夫人）独孤曼陀早年之惡行，又被叫來查問。 | 葛钰莹   | 羅孔柔   |
| 于小琬 | 秋词     | 独孤曼陀貼身侍女 常年跟隨一位瘋狂的主子，經阻勸主子無效後，最終心力交瘁，為求自保，向大司馬楊堅自首舉發其主子之惡行。 | 刘晴     | 葉曉欣   |
| 马菲   | 冬曲     | 独孤伽罗貼身侍女（兼杨府内管家） 源州富户家小姐→败落→窑瓷工→ 独孤伽罗貼身侍女（自独孤府三小姐<北周郡主>起。另身兼杨府内廷管家之职，后为郑荣之妻）→太子妃之掌事女官（隋朝－未成行）→皇后之掌事女官（隋朝皇后時期）→隱世 本名曲冬，性樂觀善精算、思慮深遠，做事調理分明，遇事果決。本在陆贞瓷窑工作（時辰工／三文/時辰/六時辰<12小時>/日/30日。北齐女相陆贞戲稱其"小算盤精"）。后因与独孤伽罗结缘（因相互欠帳討價還價與拾金不昧的精神及懂得照顧自家幼妹，均合了伽罗與伽罗老爹的胃口），后至独孤府打工，成为伽罗新貼身侍女（初時以兩貫錢<二千文>/月方式雇傭。最初簽具十年雇傭契約）。 本是源州大户人家小姐，后因先帝征西而家道败落。 深知宇文氏一族被灭真相，不忍欺骗与其情同姐妹的文献皇后独孤伽罗，便请求隋文帝杨坚对外宣称自己被刺客重伤不治，与丈夫郑荣一同归隐。 参见北周 参见隋朝 | 赵梦娇   | 成瑤孆   |
| 马敬涵 | 元修     | 魏孝武帝 |          | 麥皓豐   |
| 张茜   | 王氏     | 皇宮女官（自北魏起至北周明帝止，官居四品） 出身於太原王氏，洛陽郡公之女。族中姓梁的表姊，正好為隴西郡公府大人李昞的母親（等於王氏輩分為李昞的表姨）。 於孝閔帝宇文覺內宮裡當值，性擅宮廷處世之道遇事果決，雖為人處事極有手段，但備受先帝冷落。後被新任皇后独孤般若派去陇西公府（皇家天使下派臣家，須由家主或主母接駕）协助独孤曼陀掌事。 但常年跟隨一位瘋狂的主子，經阻勸無效後，最終心力交瘁，部分時間，放任其行。 | 吴月婷   | 黃玉娟   |
| 王争   | 高湛     | 北齐武成帝 |          | 關令翹   |
| 吕一   | 陆贞     | 北齐女相→隱世 与独孤伽罗有段渊源（伽罗洛州馬市買馬，正好碰上認識了至集市尋獸醫救治馬蹄的陆贞），亦师亦友。 传授独孤伽罗與其女楊麗華许多宮廷管理技巧，并且在其有任何不解时对其进行劝导开解。 与独孤伽罗的友谊无关国事。 | 白雪岑   | 魏惠娥   |
| 高雄   | 道长     | 无量天尊 是神助攻（楊堅）、還是豬隊友（北魏孝武帝）？ 是神指引（楊堅），還是惡魔勾魄（北魏孝武帝）——勾引出來者潛在慾望。 |          |          |
| 刘莉莉 | 马氏     | 独孤曼陀之乳娘→因罪自裁 二小姐独孤曼陀的豬隊友，多次怂恿独孤曼陀攀高枝。并且出谋划策陷害三小姐独孤伽罗。因計敗，主子為自保，被推出擔責。 详见主要角色 |          |          |
| 任媄熙 | 清河郡主 | 郡主／太師宇文护元配夫人→病故 |          |          |
| 彭思琪 | 阿娜     | 阿史那云侍女 |          |          |
| 尹姗姗 | 冯氏     | 李昞之妾／隴西郡公府如夫人 馮氏，原為隴西郡公府先頭夫人之ㄚ環，出於梁公府，其生母為樂人出身。家學淵源，精通癡纏哭三術（樂人以色侍人，一雙玉臂千人枕，是為賤籍）。 擅主持家計（但不明大周律法）。後來得了抬舉改服侍隴西郡公李昞（但未有納妾文書過有司登錄，所以在大周律法裡，只能算是通房ㄚ環而非良妾之身）。後被新任皇后独孤般若派去陇西公府的四品女官王氏（李昞的族氏長輩）當場打臉（皇家天家使節下派臣家，須由家主或主母出面恭迎，若藐視天威，罪可車裂）。 |          |          |
| 姜析源 | 裴锦娘   | 李昞之妾 裴氏。河東名門，一十九歲，兄長為隴西郡公大人座下副將。過府前已在有司過了納妾文書。育有一子。 |          | 曾秀清   |
|        | 杜月娘   | 李昞之妾 江州人士，二十一歲，入府五年（16歲入府），居春陽院。農家女，家中僅存父母二人（均不在隴西境內）。家世清白，在隴西郡公府不受重用。 |          |          |
| 周斌   | 尉迟康   | 车骑大将军被滅殺 宇文毓亲卫 |          |          |
| 姚建明 | 独孤管家 | 独孤府管家 |          | 黃子敬   |
| 郭偉   | 杜校尉   | 济慈军首领 独孤信前部下，后为独孤伽罗手下 |          |          |

## 电视原声带

### 中国大陆
| 曲序 | 曲目               |      | 作曲   | 演唱         |
| ---- | ------------------ | ---- | ------ | ------------ |
| 1.   | 独孤天下（片头曲） | 张赢 | 罗锟   | 李玉刚       |
| 2.   | 菩提偈（片尾曲）   | 张赢 | 罗锟   | 刘惜君       |
| 3.   | 独孤（插曲）       | 林乔 | 李全   | 金莎         |
| 4.   | 红尘辗（插曲）     | 马萍 | 黎偌天 | 汪小敏、李炜 |

### 香港
| 曲序 | 曲目             |        | 作曲   | 演唱   |
| ---- | ---------------- | ------ | ------ | ------ |
| 1.   | 孤身走（主題曲） | 張美賢 | 張家誠 | 連詩雅 |

### 台灣
八大第一台
| 曲序 | 曲目                 |            | 作曲   | 演唱 |
| ---- | -------------------- | ---------- | ------ | ---- |
| 1.   | 最寂寞的歌（片頭曲） | 羅嘉豪@MFM | AJ@MFM | MFM  |

## 节目宣传
| 播放日期     | 节目名称／播放平台       | 出席演員               |
| 2018年4月7日 | 《快乐大本营》／湖南卫视 | 胡冰卿、张丹峰、徐正溪 |

## 外部連結
- 獨孤天下的新浪微博
- 豆瓣电影上《独孤天下》的資料 （简体中文）

## 电视节目的变迁
| 马来西亚 Astro全佳HD 每晚 19:00 - 20:00 · 4月13及20日因19:30直播《歌手2018》，暫停播出兩次。 | 马来西亚 Astro全佳HD 每晚 19:00 - 20:00 · 4月13及20日因19:30直播《歌手2018》，暫停播出兩次。 | 马来西亚 Astro全佳HD 每晚 19:00 - 20:00 · 4月13及20日因19:30直播《歌手2018》，暫停播出兩次。 |
| -------------------------------------------------------------------------------------------- | -------------------------------------------------------------------------------------------- | -------------------------------------------------------------------------------------------- |
|                                                                                              | 獨孤天下 （2018年4月10日－2018年6月5日）                                                     |                                                                                              |
| 大軍師司馬懿之虎嘯龍吟 （2018年2月24日－2018年4月9日）                                       | 國民大生活（重播） （2018年6月6日－2018年7月15日）                                           |                                                                                              |

| 香港 无线电视翡翠台 星期一至五 19:00 - 19:30                                                                                     | 香港 无线电视翡翠台 星期一至五 19:00 - 19:30          | 香港 无线电视翡翠台 星期一至五 19:00 - 19:30        |
| --- | ----------------------------------------------------- | --------------------------------------------------- |
| | 獨孤天下 （2019年1月28日－2019年6月21日）             |                                                     |
| 三国机密之潜龙在渊 （2018年9月3日－2019年1月25日）                                                                               | 知否知否应是绿肥红瘦 （2019年6月24日－2019年12月6日） |                                                     |
| 香港 無綫電視翡翠台 星期一至五 10:30 - 11:30（每次播放兩集） · 2021年12月27日暫停播映 · 2022年1月4日 10:00-11:30（連續播放三集） |                                                       |                                                     |
| 射鵰英雄傳 （重播） （2021年8月9日－10月21日)                                                                                    | 獨孤天下 （重播） （2021年10月22日－2022年1月4日）    | 幸福一家人 （重播） （2022年1月5日－2022年2月23日） |

| 臺灣 緯來戲劇台 星期一至五 21:00 - 22:00                 | 臺灣 緯來戲劇台 星期一至五 21:00 - 22:00      | 臺灣 緯來戲劇台 星期一至五 21:00 - 22:00 |
| -------------------------------------------------------- | --------------------------------------------- | ---------------------------------------- |
|                                                          | 獨孤天下 （2018年9月26日－2018年12月10日）    |                                          |
| 三生三世十里桃花（重播） （2018年8月7日－2018年9月25日） | 機智牢房生活 （2018年12月11日－2019年1月3日） |                                          |

| 臺灣 八大第一台 星期一至五 20:00 - 22:00  | 臺灣 八大第一台 星期一至五 20:00 - 22:00   | 臺灣 八大第一台 星期一至五 20:00 - 22:00 |
| ----------------------------------------- | ------------------------------------------ | ---------------------------------------- |
|                                           | 獨孤天下 （2019年8月6日－2019年9月12日）   |                                          |
| 幸福一家人 （2019年6月6日－2019年8月5日） | 將軍在上 （2019年9月13日－2019年10月29日） |                                          |